# アドリー
アドリー（ADLY）は、合騏工業のオートバイ・ブランドである。1978年にモペッド製造会社として設立された。
現在は、スクーターやATV（四輪バギー）を数多く生産している。
日本には2001年からロフトジャパン LOFT JAPANが総代理店として輸入している。　　　　

## 車種

### ATV（四輪バギー）
- 50RS（50RS日本販売サイド）
- 50RUll（50RUll日本販売サイド）
- Z-1
- Z-2
- ユーティリティ
- 150S(II)
- スポーティー

### E-Bike
- ファンクルーザー

### オートバイ
- ロードトレーサー

### スクーター
- サンダーバイク
- ノーブル
- スーパーソニック
- キャット
- パンサー
- ジェット
- シルバー